# Егино II (Фрайбург)
Егино II фон Фрайбург или Егон III (на немски: Egino II (Egon III) von Freiburg; * 1263; † сл. 24 декември 1318) от Дом Урах е граф на Фрайбург (1271 – 1316).
Той е най-възрастният син на граф Конрад I фон Урах-Фрайбург († 1271) и съпругата му София фон Цолерн († ок. 1270), дъщеря на Фридрих II фон Цолерн, бургграф на Нюрмберг и Елизабет фон Хабсбург.
Егино от безпаричие продава постоянно имотите. Син му Конрад го затваря в замъка Фрайбург и на 31 март 1316 г. Егино му предава доброволно управлението.

## Фамилия
Егино II се жени ок. 1271 г. за Катарина фон Лихтенберг († сл. 12 юни 1283), дъщеря на Лудвиг I фон Лихтенберг († 1250/1252). Те имат децата:
- Конрад II († 1350), граф на Фрайбург, женен I. на 9 юли 1290 г. за принцеса Катарина от Лотарингия († 1316), дъщеря на херцог Фридрих III, II. пр. 29 октомври 1330 г. за Анна фон Зигнау († 1368)
- Хайнрих († ? 1311)
- Гебхард († 31 май 1337), епископ на Страсбург
- Егено († 1298)
- София († 1335), омъжена на 7 юли 1286 г. за граф Фридрих V фон Лайнинген († 1327)
- Елизабет († 1322), омъжена 1298 г. за граф Хартман I фон Кибург († 1301)
- Клара († 1316)
- дъщеря, омъжена за Буркхард фон Финстинген
- дъщеря, омъжена за Симон фон Тирщайн

Егино II се жени втори път сл. 1305 г. за Елизабет фон Бухег († сл. 1341), вдовица на Улрих фон Арбург († 1305), дъщеря на граф Хайнрих, ландграф в Бургундия († 1320) и Аделхайд фон Щрасберг († 1276). Те нямат деца.